# Памятник Конраду Аденауэру (Берлин)
Памятник Конраду Аденауэру (нем. Konrad-Adenauer-Denkmal) — монумент, сооружённый в г. Берлине (Германия) в честь Ко́нрада Адена́уэра, выдающегося политического деятеля, первого федерального канцлера ФРГ (1949—1963), сумевшего поднять Германию из послевоенных руин и поставить страну в ряд ведущих государств мира.
Памятник открыт 19 апреля 2005 года на площади его же имени в Берлине. Автор — скульптор Хельга Тиманн.
Высота бронзовой статуи — 1,85 м.
Памятник изображает Конрада Аденауэра, шагающего в распахнутом пальто со шляпой в руке.
В качестве модели для статуи послужила фотография, снятая 21 сентября 1949 года, когда канцлер Аденауэр покинул штаб-квартиру Верховной комиссии западных союзников в отеле «Петерсберг» в Кёнигсвинтере. В ходе встречи Аденауэр намеренно игнорировал инструкции, и пошёл не по ковру, на котором стояли представители оккупационных властей.